# Jean-Bernard Lasserre (écrivain)
 (décembre 2022).
La mise en forme du texte ne suit pas les recommandations de Wikipédia : il faut le « wikifier ».
Les points d'amélioration suivants sont les cas les plus fréquents :
- Les titres sont pré-formatés par le logiciel. Ils ne sont ni en capitales, ni en gras.
- Le texte ne doit pas être écrit en capitales (les noms de famille non plus), ni en gras, ni en italique, ni en « petit »…
- Le gras n'est utilisé que pour surligner le titre de l'article dans l'introduction, une seule fois.
- L'italique est rarement utilisé : mots en langue étrangère, titres d'œuvres, noms de bateaux, etc.
- Les citations ne sont pas en italique mais en corps de texte normal. Elles sont entourées par des guillemets français : « et ».
- Les listes à puces sont à éviter, des paragraphes rédigés étant largement préférés. Les tableaux sont à réserver à la présentation de données structurées (résultats, etc.).
- Les appels de note de bas de page (petits chiffres en exposant, introduits par l'outil «  Source ») sont à placer entre la fin de phrase et le point final[comme ça].
- Les liens internes (vers d'autres articles de Wikipédia) sont à choisir avec parcimonie. Créez des liens vers des articles approfondissant le sujet. Les termes génériques sans rapport avec le sujet sont à éviter, ainsi que les répétitions de liens vers un même terme.
- Les liens externes sont à placer uniquement dans une section « Liens externes », à la fin de l'article. Ces liens sont à choisir avec parcimonie suivant les règles définies. Si un lien sert de source à l'article, son insertion dans le texte est à faire par les notes de bas de page.
- La présentation des références doit suivre les conventions bibliographiques. Il est recommandé d'utiliser les modèles {{Ouvrage}}, {{Chapitre}}, {{Article}}, {{Lien web}} et/ou {{Bibliographie}}. Le mode d'édition visuel peut mettre en forme automatiquement les références.
- Insérer une infobox (cadre d'informations à droite) n'est pas obligatoire pour parachever la mise en page.

Pour une aide détaillée, merci de consulter Aide:Wikification.
Si vous pensez que ces points ont été résolus, vous pouvez retirer ce bandeau et améliorer la mise en forme d'un autre article.
Pour les articles homonymes, voir Jean-Bernard Lasserre et Lasserre.
Jean-Bernard Lasserre est un critique littéraire, poète, conteur et romancier français.

## Biographie
Jean-Bernard Lasserre donne des critiques littéraires à de nombreux journaux durant l’entre-deux-guerres. Il collabore à L'Esprit français, La France du Centre, La Gazette des Pyrénées, Pages féminines, L'Âme gauloise, L'Art national construction, le Journal du commerce intérieur ou L'Essor,. 
Il s’investit dans la vie et la défense de sa profession en adhérant à plusieurs associations. Il est lauréat de la Société des gens de lettres, membre de la Société des poètes français et de l’Association syndicale de la critique littéraire, membre et délégué régional de la Société des orateurs et conférencier.
Il est également l’auteur de plusieurs ouvrages.

## Œuvres
- La Voix qui clame ;
- Les Maudits ;
- Dans l’ombre ;
- L’Infâme Secret ;

### Romans
- La Prodigieuse aventure de Frédéric Barberousse (roman parus dans des quotidiens de Paris et de Province) ;
- La Maison du pardon.
- Jean-Bernard Lasserre, Jean-Pierre, Charleroi / Paris, J. Dupuis, fils et Cie, coll. « Bibliothèque Azur », 1940, 211 p. (BNF 32351850)

### Biographie
- Jean-Bernard Lasserre, Sainte Bernadette Soubirous : sœur Marie-Bernard  des Sœurs de la Charité de l’instruction chrétienne de Nevers, Tours et Paris, Mame, coll. « Pour tous » (no 257), 1935, 142 p. (BNF 32351852)[4] Première édition en 1929 sous le titre Bienheureuse Bernadette Soubirous (Notice sur data.bnf.fr).
- Jean-Bernard Lasserre (ill. Albert Anker), Sainte Marguerite-Marie, Tours / Paris, Manne, 14 mai 1937, 135 p. (BNF 32351854)

### Théâtre
- La Tasse, drame en 4 actes ;
- Plus forte que le Tyran, pièce en un acte.

### Étude critique et adaptation
- Participation : Anthologie des écrivains du Béarn, Pau, Éditions de la Herrade, 1929, 337 p. (lire en ligne)
- Walter Scott et Jean-Bernard Lasserre (adaptation) (ill. Pierre Rousseau), Quentin Durward, Paris, Delagrave, coll. « Bibliothèque Juventa », 1934, 255 p.